# Kekkyoku Nankyoku Daibōken Taisen-ban
Kekkyoku Nankyoku Daibōken Taisen-ban (けっきょく南極大冒険対戦版?) es un videojuego corriendo por líneas, que presentaba a Pentarou, y fue basada en Antarctic Adventure, fue lanzada para Teléfonos móviles, desarrollada y publicada por Konami en 6 de mayo de 2003 solo en Japón. Es una precuela de Antarctic Adventure, Penguin Adventure, Yume Penguin Monogatari, Tsurikko Penta, Balloon Penta y Imo Hori Penta, y es Parte de la Serie Konami Taisen Colosseum.

## Personajes
- Penta